# Lido de Venècia
El Lido de Venècia (en italià Lido di Venezia) és una illa allargassada d'uns 12 quilòmetres de llarg i entre 196 m i 1,7 km d'ample que separa la llacuna vèneta del mar Adriàtic. Està comunicada amb la terra ferma mitjançant embarcacions i també per un petit aeroport turístic. És una de les poques illes de la llacuna transitables amb cotxe i se la considera la zona de platja de Venècia.
Té uns 14.480 habitants i els seus principals llocs habitats són les poblacions de Lido, Malamocco, i Alberoni.
A la plaça central hi ha el Casino i el Palau del Cinema, on té lloc cada any el Festival Internacional de Cinema, la Mostra de Venècia.